# Pterygota
Gli pterigoti (Pterygota, dal greco antico πτερυγωτός?, pterugōtós, "alato") sono il più vasto raggruppamento di Insetti, inquadrato al rango di Sottoclasse, comprendente tutte le forme provviste di ali, comprese quelle diventate secondariamente attere nel corso dell'evoluzione da progenitori ancestrali alati.
La sottoclasse comprende la maggior parte degli insetti noti. Ne resta escluso solo l'ordine dei Thysanura, compreso nella sottoclasse degli Apterygota.

## Sistematica
La sistematica degli Pterigoti si basa essenzialmente sulla metamorfosi e sulla genesi delle ali. Si suddivide in due grandi raggruppamenti che, secondo gli schemi tassonomici, sono elevati al rango di superordine oppure di coorte:
- Exopterygota. Comprende gli insetti alati più primitivi, con metamorfosi incompleta. Le ali si formano gradualmente negli stadi di ninfa da abbozzi esterni.
- Endopterygota. Comprende gli insetti alati più evoluti, con metamorfosi completa. Le ali si formano nello stadio di pupa da abbozzi alari interni (dischi preimmaginali).

Gli Esopterigoti si suddividono in due subcoorti, Palaeoptera e Neoptera. Del primo raggruppamento fanno parte per lo più insetti fossili e attualmente sono esistenti solo specie appartenenti a due ordini; il secondo raggruppamento comprende invece un più ampio numero di ordini, ripartiti in gruppi sistematici di rango intermedio (superordini e sezioni). Gli Endopterigoti comprendono ordini più evoluti, inseriti un unico raggruppamento elevato al rango di superordine, Oligoneoptera, che a sua volta si articola in più sezioni.
Lo schema tassonomico riassuntivo, limitato ai soli ordini non estinti, è il seguente:
- Sottoclasse Pterygota
Coorte Exopterygota
Subcoorte Palaeoptera. Ordini:
Ephemeroptera
Odonata
Subcoorte Neoptera
Superordine Polyneoptera
Sezione Blattoidea. Ordini:
Blattodea
Mantodea
Isoptera
Zoraptera
Sezione Plecopteroidea. Ordini:
Plecoptera
Sezione Embiopteroidea. Ordini:
Embioptera
Sezione Orthopteroidea. Ordini:
Grylloblattodea
Dermaptera
Phasmoidea
Orthoptera
Mantophasmatodea
Superordine Paraneoptera
Sezione Psocoidea. Ordini:
Psocoptera (o Corrodentia)
Mallophaga
Anoplura
Sezione Thysanopteroidea. Ordini:
Thysanoptera
Sezione Rhynchotoidea. Ordini:
Rhynchota
Coorte Endopterygota
Superordine: Oligoneoptera
Sezione Neuropteroidea. Ordini:
Neuroptera
Sezione Panorpoidea. Ordini:
Mecoptera
Trichoptera
Lepidoptera
Diptera
Aphaniptera
Sezione: Coleopteroidea. Ordini:
Coleoptera
Strepsiptera
Sezione Hymenopteroidea. Ordini:
Hymenoptera

Un altro schema tassonomico prevede invece la ripartizione della sottoclasse in due divisioni, rispettivamente i Palaeoptera ed i Neoptera. La prima divisione corrisponde alla subcoorte omonima dello schema precedente, mentre la seconda raggruppa i Neoptera dello schema precedente e tutti gli Endopterigoti.